# Лебединське (озеро)
Лебединське (рос. Оз. Лебедин; оз. Лебединское) — озеро на південно-західній околиці міста Лебедин Сумської області. Його площа разом з навколишніми луками — 50 га.
Озеро використовується для відпочинку жителів міста (тут дозволено купатися) та любительської риболовлі.

## Галерея

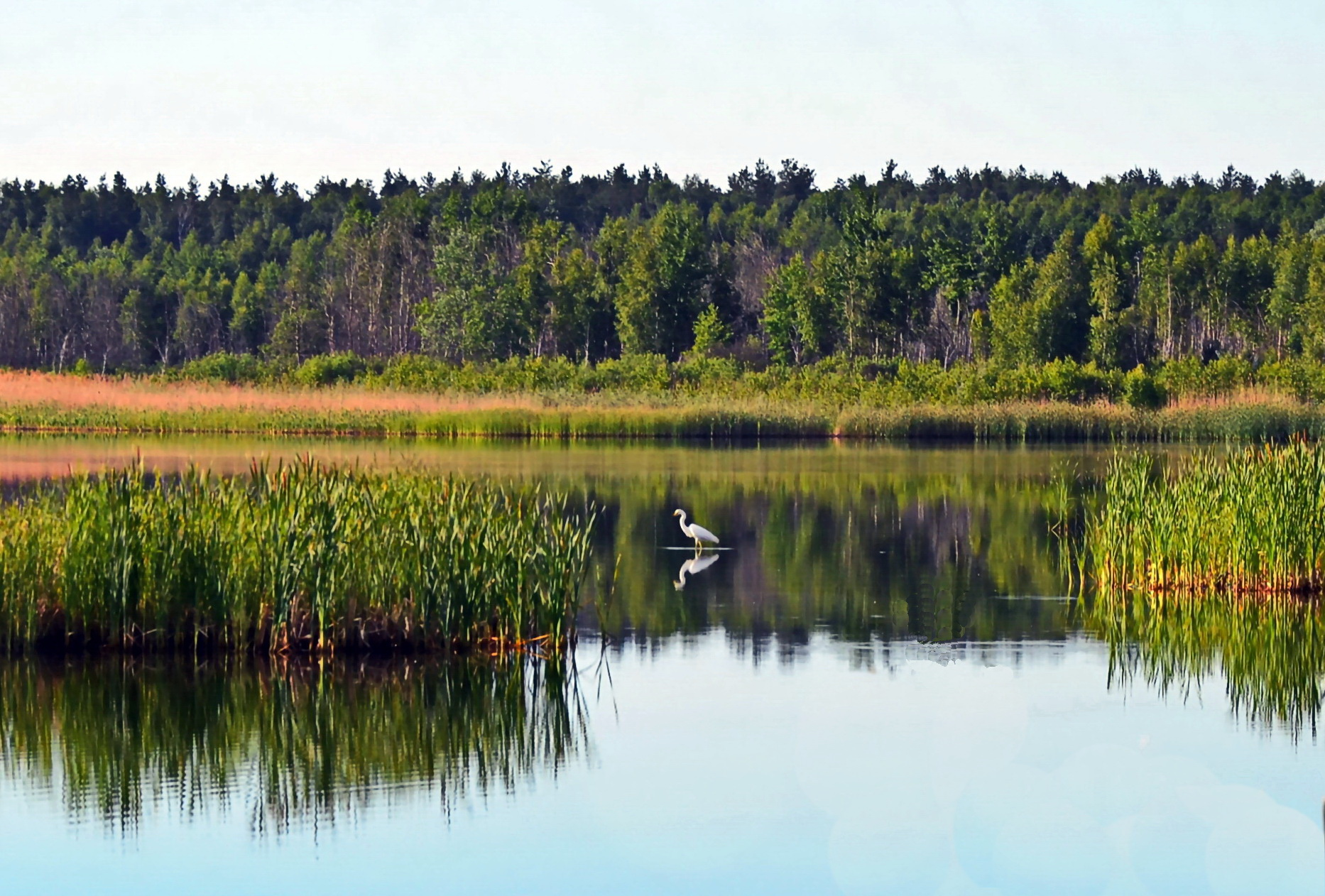
Ранок на озері Лебединське
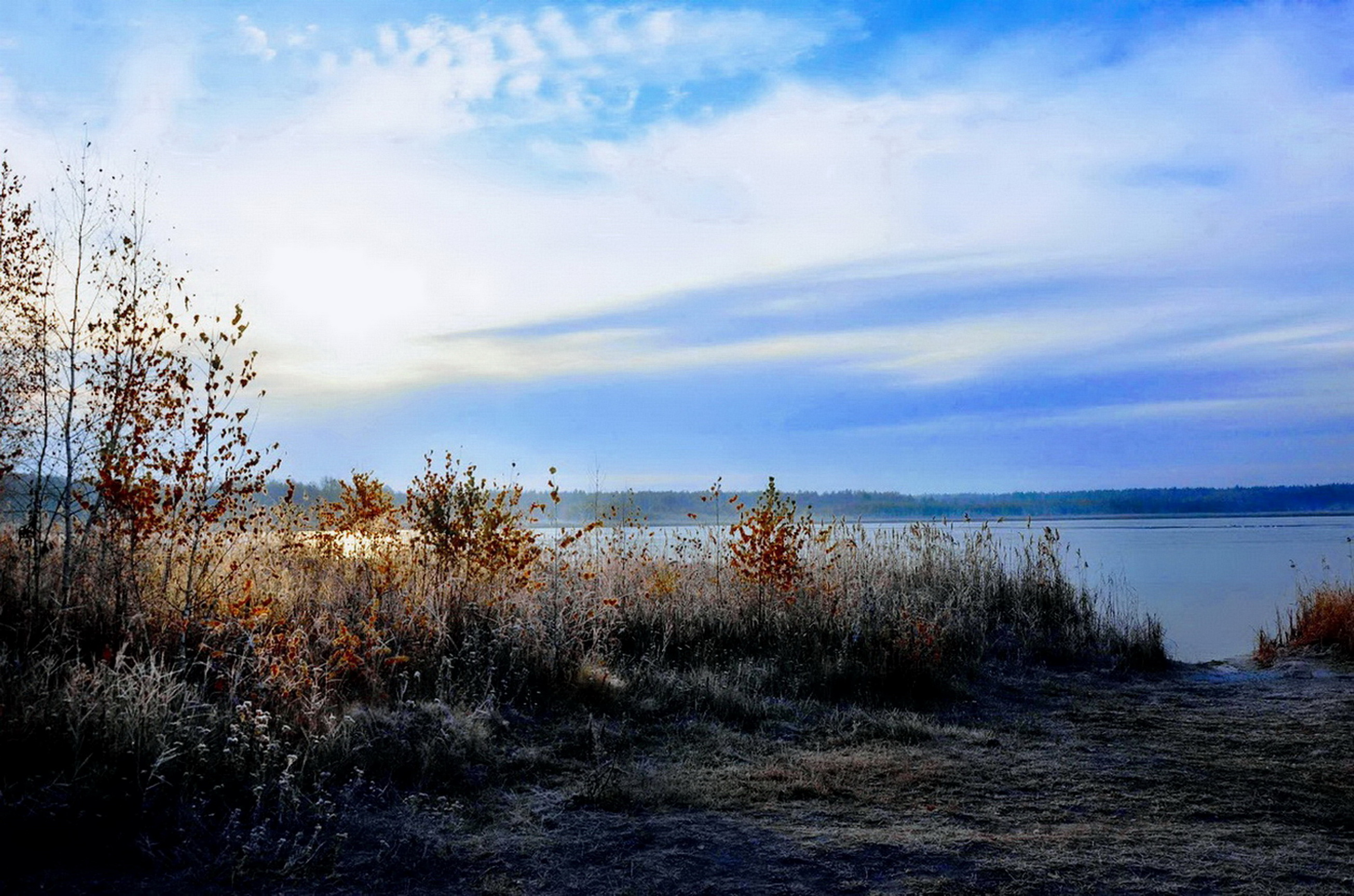
Жовтневий ранок на оз. Лебединському
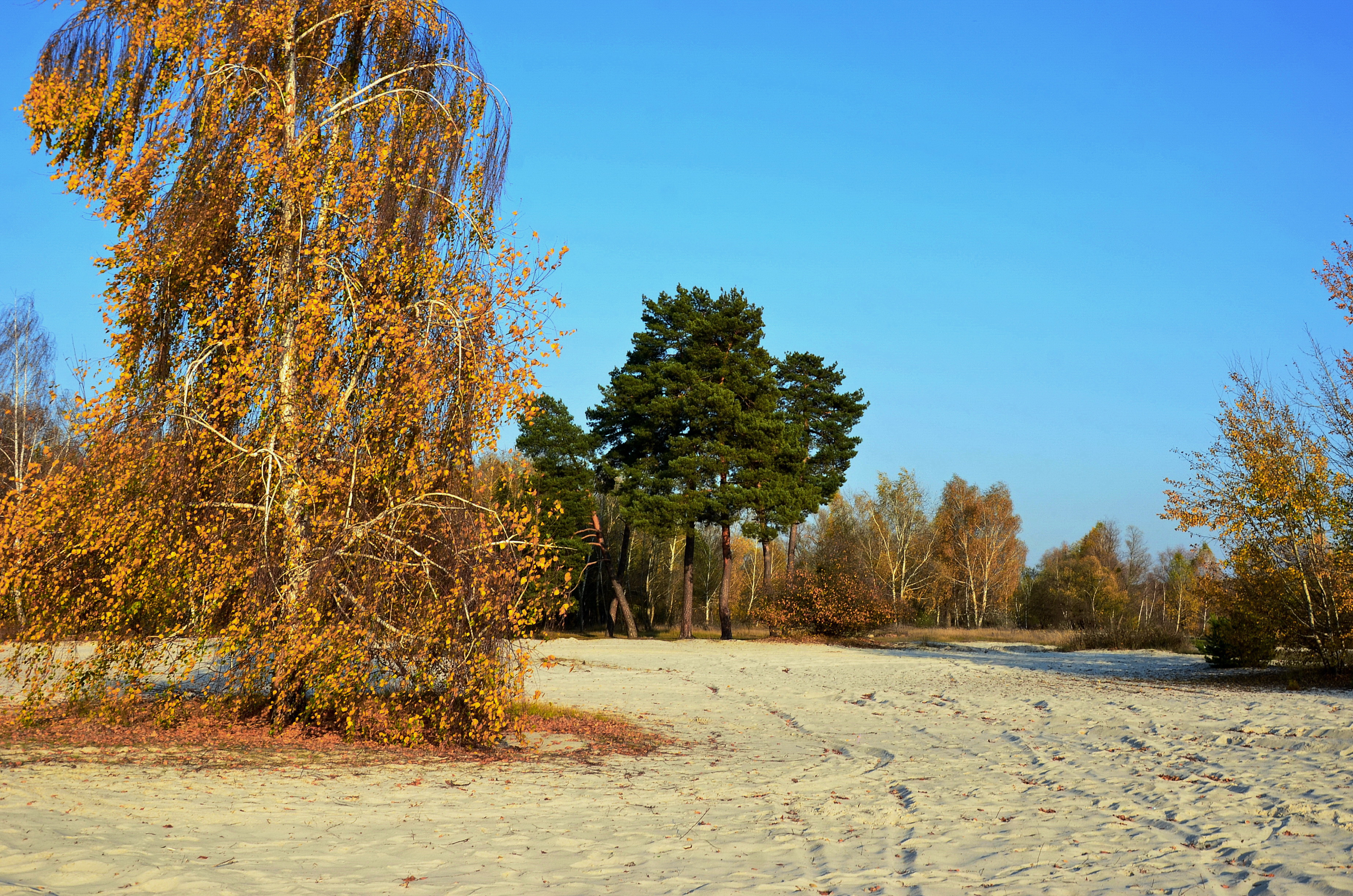
Берега оз. Лебединське